# Xanthocapsophyceae
Xanthocapsophyceae је традиционална класа у оквиру раздела (групе) жутозелених алги.

## Карактеристике
Представници ове класе су колонијални облици, најчешће сесилни, а нешто ређе слободни облици које вода пасивно носи. Веома су ретки једноћелијски облици. Ћелије су постојаног облика и налазе се у слузној маси. Када се налазе у њеном периферном делу, онда имају правилан распоред; неправилно су распоређене када се налазе свуда у слузној маси. Живе и у слаткој и у сланој и у бракичној води.